# Schloss Hunnenbrunn

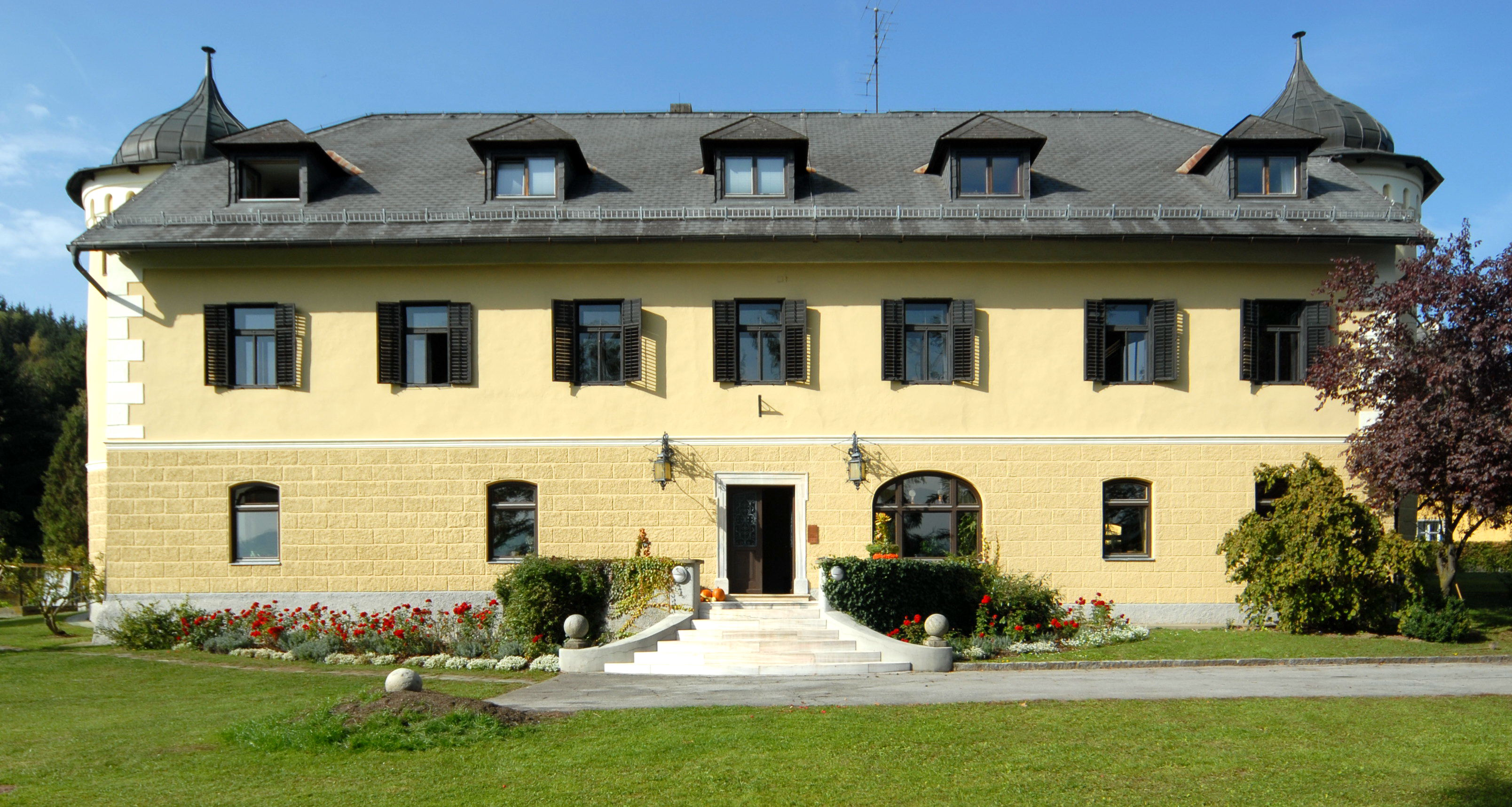
Schloss Hunnenbrunn (2006)

Schloss Hunnenbrunn (auch: Hungerbrunn) ist ein Bauwerk im gleichnamigen Ort Hunnenbrunn, der heute zum Gebiet der Gemeinde Frauenstein in Kärnten zählt. Es wurde in der zweiten Hälfte des 16. Jahrhunderts im Stil der Renaissance errichtet, hat allerdings durch zahlreiche Zu- und Umbauten viel von seinem ursprünglichen Charakter verloren. Das denkmalgeschützte Gebäude wird heute von einer landwirtschaftlichen Fachschule genutzt.

## Geschichte
Der Name des Schlosses kommt angeblich von der hier entspringenden Quelle, die in trockenen Zeiten versiegte und damit eine schlechte Ernte – ein sogenanntes Hungerjahr – voraussagte. An der Stelle des heutigen Bauwerks stand ursprünglich ein bäuerliches Gehöft der Familie Hunnerbrunner. Ursprünglich zur Herrschaft Kraig gehörig, ging das Anwesen nach dem Aussterben der Kraiger im Jahr 1564 an deren Erben über, den Grafen von Hardegg zu Glatz und Machland. 1570 erwarb Georg Freiherr von Khevenhüller das Gut und ließ hier anstelle des Bauernhofes ein kleines Schloss errichten und ausgestalten. Der Besitz war Eigentum der Familie Khevenhüller, bis Paul Freiherr von Khevenhüller als Protestant im Zuge der Gegenreformation 1619 auswandern musste. Anschließend war das Schloss vorwiegend im Besitz von St. Veiter Gewerken- und Bürgerfamilien.
Auf die Khevenhüller folgte die begüterte Handelsfamilie Zenegg, 1642 war der kaiserliche Münzmeister Hans Georg Pero Eigentümer des Schlosses, 1659 verkaufte sein Sohn Georg Balthasar von Pero den Besitz Johann Jakob Kärner, Bürgermeister und Stadtrichter von St. Veit. 1671 übernahm Hans Christoph von Zenegg, Pfleger von Taggenbrunn, den Herrensitz. 1686 kaufte Franz Andreas von Mayerhoffen Schloss und Herrschaft, die nun auch mit einem Landgericht ausgestattet wurde, und die bis 1806 im Besitz seiner Nachkommen blieben. Nach einem weiteren Besitzerwechsel erwarb Peter Graf von Goëss im Jahr 1822 das Schloss, nach ihm wechselten die Besitzer in rascher Folge. Anton und Anna Eibl, die das Schloss 1876 bei einer Zwangsversteigerung erwarben, ließen die Namensänderung von Hungerbrunn in Hunnenbrunn durchführen. 1929 war Josef Klimbacher Eigentümer von Hunnenbrunn, 1943 übernahm die Deutsche Umsiedlungs- und Treuhandgesellschaft für kurze Zeit das Schloss, das schon im Jahr darauf mit Walter Klimbacher einen neuen Besitzer hatte.
1964 erwarb das Land Kärnten das Anwesen, um hier eine Frauenberufsschule einzurichten. 1971 wurde der der Talseite abgewandte Zubau erforderlich, im Jahr darauf erfolgte eine umfangreiche Restaurierung. Bis 2006 wurde das Schloss durch eine Landwirtschaftliche Fachschule genutzt, bevor sie wieder in Privatbesitz kam.

## Baubeschreibung

### Schloss und Eckpavillon

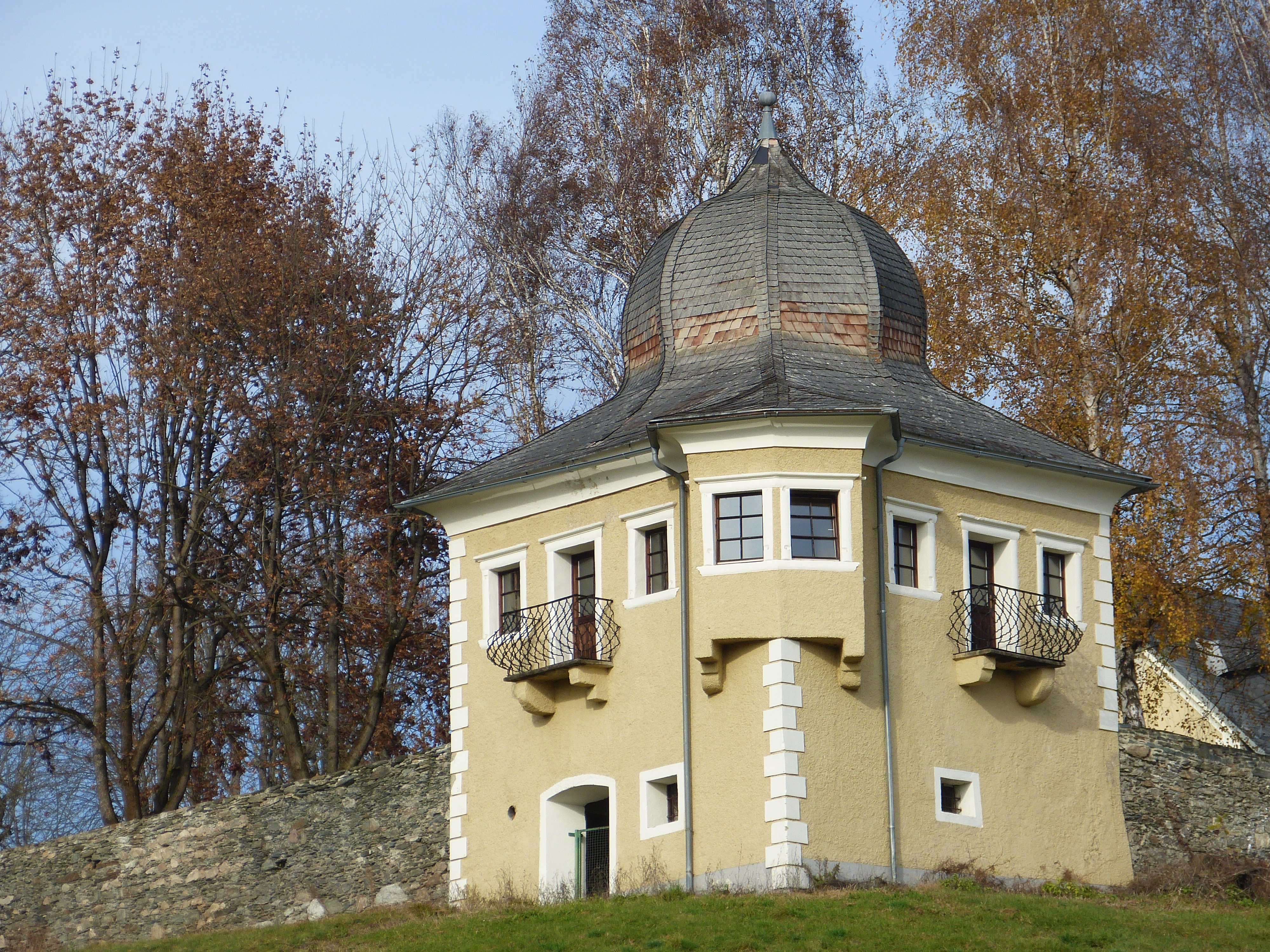
Barocker Eckpavillon

Das Schloss liegt am südwestlichen Ortsausgang von Hunnenbrunn an der Straße nach St. Veit. Es ist von einer Mauer abgeschirmt. Das Gebäude ist ein kleines Renaissanceschloss des späten 16. Jahrhunderts. An den Schmalseiten des zweigeschoßigen Bauwerks über rechteckigem Grundriss sind zwei vorspringende Rundtürme angebaut, die von barocken Zwiebelhelmen bekrönt werden. Seinen ursprünglichen Charakter hat das Schloss durch Renovierungen und moderne Zubauten weitgehend eingebüßt.
Im Schlosshof finden sich Reste eines Marmorbrunnens mit zwei Männerbüsten. Der mit einem Khevenhüller-Wappen verzierte und mit der Jahreszahl „1585“ bezeichnete Brunnen, der vom Erbauer des Friesacher Stadtbrunnens angefertigt wurde, wurde 1948 abgetragen und im Hof des Schlosses Karlsberg wiederaufgebaut.
In der ehemaligen Umfassungsmauer des Schlosses befindet sich südlich ein in barockem Stil ausgebauter Eckpavillon mit Zwiebelhelm. Der Eckpavillon steht gemeinsam mit dem Schloss unter Denkmalschutz.

### Meierhof

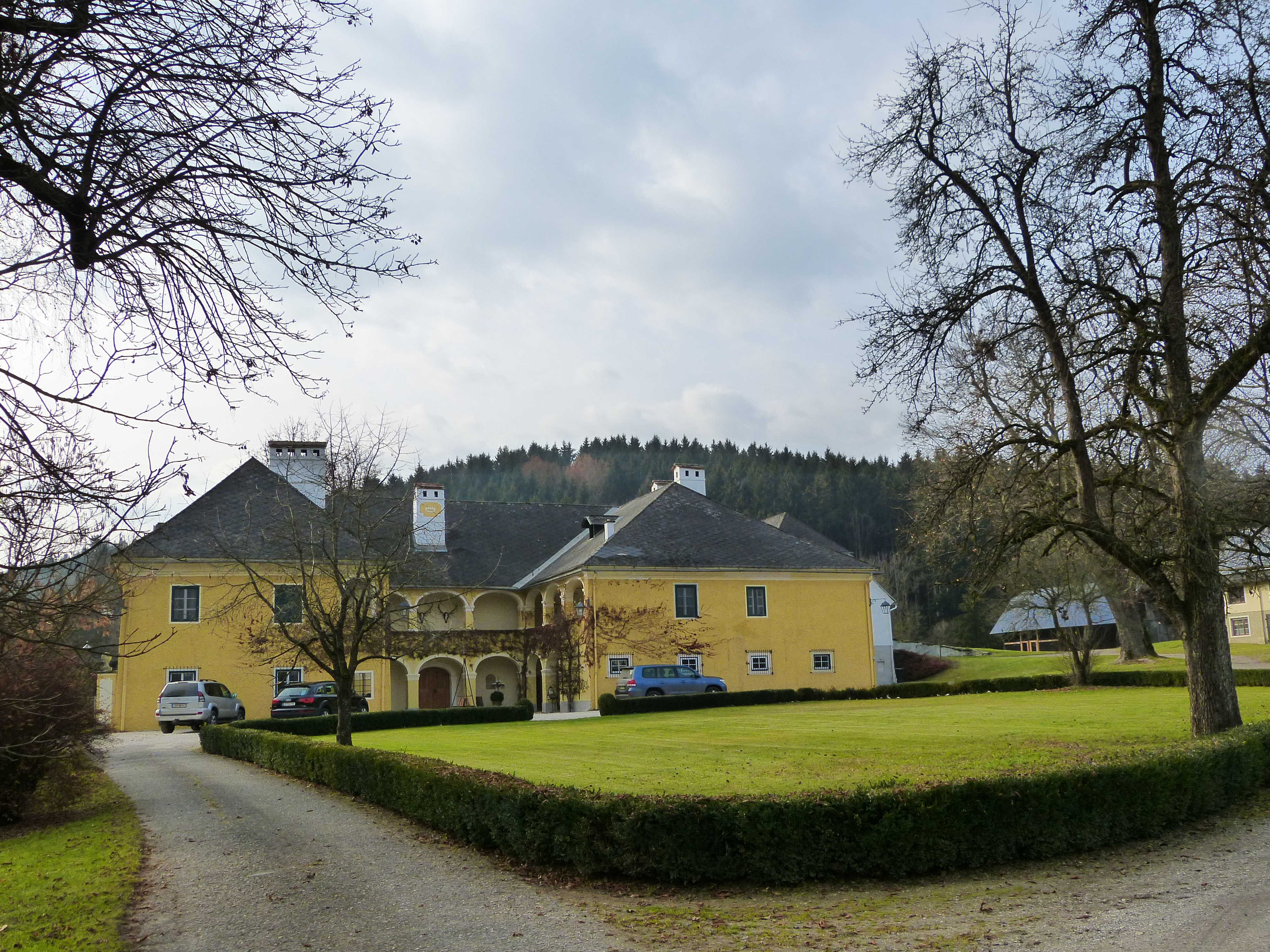
Meierhof Hunnenbrunn

Unmittelbar nördlich vom Schloss befindet sich ein barocker Meierhof mit einem zweigeschoßigen Arkadenhof. An der Mauer des Erdgeschoßes befinden sich das Relief einer Antoniusfigur sowie ein 1,20 Meter breites Fragment eines römerzeitlichen Grabreliefs.

### Wegkapelle
Am Nordeingang des Schlosses steht eine Mitte des 18. Jahrhunderts errichtete Wegkapelle mit bemerkenswertem Schmiedeeisengitter und Steinplatteldach. In ihr befand sich eine von Johann Pacher geschnitzte Kreuzigungsgruppe, die heute anderswo verwahrt wird.